# G8-Gipfel in Denver 1997
Der G8-Gipfel in Denver 1997 war das 23. Gipfeltreffen der Staats- und Regierungschefs der G8-Staaten und fand vom 20. bis 22. Juni 1997 in Denver im US-amerikanischen Bundesstaat Colorado statt. Veranstaltungsort war die neu errichtete Denver Public Library in der Innenstadt.
Die Gruppe der Sieben (G7) war ein inoffizielles Forum, an dem die Staats- und Regierungschefs der reichsten Industrieländer seit 1976 teilnahmen: Deutschland, Frankreich, Italien, Japan, das Vereinigte Königreich, die Vereinigten Staaten und Kanada. Die G8, die 1997 zum ersten Mal zusammentrat, wurde durch die Aufnahme Russlands gebildet. Außerdem wird der Präsident der Europäischen Kommission seit 1981 formell in die Gipfeltreffen einbezogen. Die Gipfeltreffen waren nicht dazu gedacht, formell mit größeren internationalen Institutionen verbunden zu werden; tatsächlich war eine leichte Rebellion gegen die steife Formalität anderer internationaler Treffen Teil der Entstehung der Zusammenarbeit zwischen dem französischen Präsidenten Valéry Giscard d’Estaing und dem westdeutschen Bundeskanzler Helmut Schmidt, als sie 1975 den ersten Gipfel der Gruppe der Sechs (G6) konzipierten.

## Gipfel

### Prioritäten und Problematik
Traditionell legt das Gastgeberland des G8-Gipfels die Tagesordnung für die Verhandlungen fest, die in den Wochen vor dem eigentlichen Gipfel vor allem von multinationalen Beamten geführt werden und zu einer gemeinsamen Erklärung führen, die alle Länder unterzeichnen können.
Das Gipfeltreffen sollte der Beilegung von Differenzen zwischen den Mitgliedern dienen. In der Praxis war der Gipfel auch als eine Gelegenheit für die Mitglieder gedacht, sich angesichts schwieriger wirtschaftlicher Entscheidungen gegenseitig zu ermutigen.

### Errungenschaften

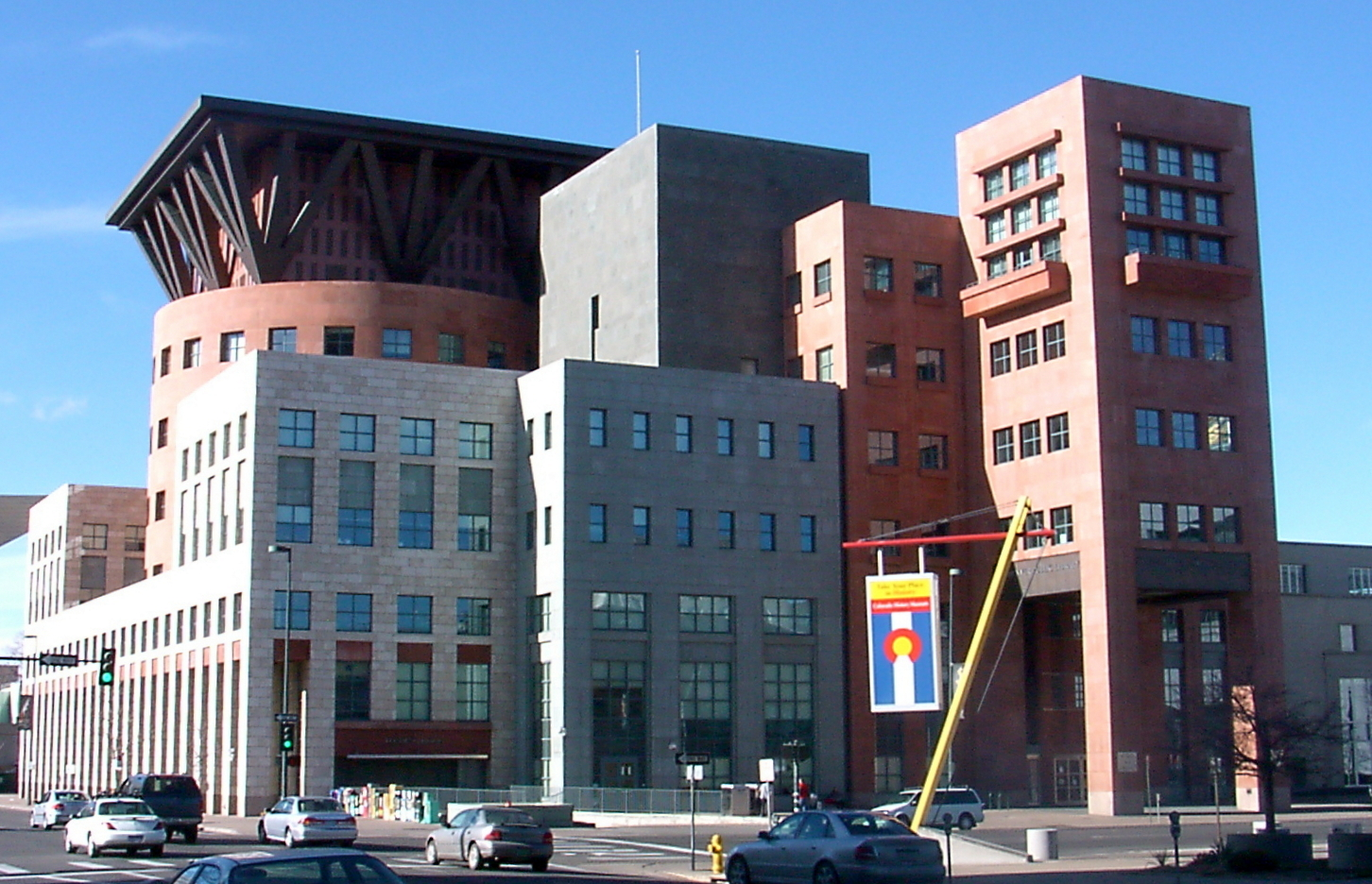
Die neu errichtete Denver Public Library

Ein greifbares Vermächtnis dieses Gipfels ist das Hauptgebäude der Denver Public Library, eine bestehende Bibliothek, die in eine „meisterhafte Komposition neuer Formen“ verwandelt wurde. Die Bibliothek gilt inzwischen als eines der Wahrzeichen der Stadt Denver. Das postmoderne Bauwerk wurde von dem Architekten Michael Graves entworfen. Das Gebäude wurde zunächst als Tagungsort des Gipfels genutzt und danach als Zentralbibliothek der Stadt für die Öffentlichkeit zugänglich gemacht.
Der Auftritt von Boris Jelzin, der Russland im Rahmen des G8-Gipfels vertrat, war einschneidend. Jelzin selbst sagte: „Ich möchte unbedingt, dass geschrieben wird: ‚Denver ist sich endgültig einig, dass die G-7 in eine G-8 umgewandelt wird.‘“
1997 erklärten die Staats- und Regierungschefs, dass die Wälder „weiterhin in alarmierendem Ausmaß zerstört und geschädigt werden“ und die G7 forderten die Beseitigung des „illegalen Holzeinschlags“, aber es gibt kaum Belege für Folgemaßnahmen.

### Geschäftsmöglichkeiten
Die besonderen kulinarischen Angebote für die Teilnehmer des Gipfels wurden von eigens für diesen Anlass eingestellten Köchen kreiert. Das Staatsdinner von Präsident Bill Clinton fand im The Fort Restaurant statt und bot Büffel, Forelle und gebratene Kürbisblüten, gefüllt mit Wildpilzen und Klapperschlangenfleisch.
Der Gipfel der Acht in Denver wurde vorausschauend geplant, um sicherzustellen, dass sensible Dokumente nicht in die falschen Hände geraten, da jeder Teilnehmer die Möglichkeit hat, alle Dokumente vor dem Wergwurf zu schreddern. Die Organisatoren des Gipfels mieteten mehr als 25 neue Aktenvernichter von einem Unternehmen in Denver, das die Geräte verkauft, wartet und vermietet. Dies war der größte Auftrag seiner Art für das kleine lokale Unternehmen.